# Луций Апустий
Лу́ций Апу́стий (лат. Lucius Apustius; погиб в 190 году до н. э.) — римский военачальник из плебейского рода Апустиев, известного с VII века до н. э. Легат, участник Второй Пунической войны. В 215 году до н. э. командовал отрядом, находившимся в Таренте. В 200 году до н. э. легат с тем же именем служил в армии Публия Сульпиция Гальбы Максима и участвовал в войне с Македонией; в 190 году до н. э. Апустий был легатом уже в армии Луция Корнелия Сципиона и погиб в бою с ликийцами.